# Uniforme de la selección de fútbol de Costa Rica
El uniforme tradicional de Costa Rica evoca la bandera nacional, casi siempre ha sido una combinación de camiseta roja con pantaloneta azul, con medias y ribetes de diversos diseños en blanco, azul y rojo, o bien, una combinación del uniforme tradicional con el alternativo, como ocurrió en Italia 90 (camiseta roja con pantaloneta blanca). El primer uniforme oficial fue una camiseta azul con pantaloneta y medias blancas, que volvió a utilizarse como uniforme suplente en 1997. En la mayoría de las ocasiones, el uniforme suplente fue de color blanco con ribetes en blanco, azul y rojo. Entre los uniformes suplentes, destaca el del Mundial de Italia 1990, que era blanco con rayas verticales negras, como homenaje al Club Sport La Libertad, antiguo campeón nacional, y cuyo diseño era similar al de Juventus y del club local de Mondoví, ciudad que albergó a la selección durante la competencia, como una forma de ganarse al público local, con el tiempo influyo en futuros diseños para las variantes de visita o tercer uniforme. Sin embargo, el entonces entrenador Bora Milutinovic afirmó que la elección de los colores fue un homenaje al club Partizan Belgrado, del cual es un aficionado. En 2006 se diseñó un uniforme alternativo en azul y blanco como homenaje al Club Sport Cartaginés, decano del fútbol nacional, para utilizarlo en el Mundial de Alemania 2006, pero la vestimenta no llegó a estrenarse durante la competencia (solo fue utilizado en partidos amistosos).

## Proveedores
| Periodo       | Proveedor     | Logotipo |
| ------------- | ------------- | -------- |
| 1921-1979     | Sin proveedor |          |
| 1980-1982     | Desport       |          |
| 1983          | Oriente       |          |
| 1984-1989     | Desport       |          |
| 1990-1994     | Lotto         |          |
| 1995-1998     | Reebok        |          |
| 1999          | Trooper       |          |
| 1999-2000     | Atletica      |          |
| 2000-2006     | Joma          |          |
| 2007-2015     | Lotto         |          |
| 2015-2022     | New Balance   |          |
| 2023-presente | Adidas        |          |

## Uniforme titular
| 1921 | 1930-1970 | 1930-1970 | 1990 | 1991-1994 | 1995 | 1996 | 1997 | 1998 |

| 2000-2002 | 2002 | 2003-2005 | 2006-2007 | 2007-2009 | 2009-2011 | 2011-2012 | 2012-2013 | 2014-2015 |

| 2015-2016 | 2016 | 2016-2017 | 2018-2019 | 2019-2020 | 2021 | 2021-2022 | 2022 | 2023-2024 |

| 2024-actual |

## Uniforme suplente
| Mundial de Italia 90-1996                | 1995      | 1996      | Copa América 1997 | 1997 vs. México | 2002 | Amistosos 2006 | 2006-2007 | 2007-2009     | 2009-2011 |
| 2011 (inauguración del Estadio Nacional) | 2011-2012 | 2012-2013 | 2014-2015         | 2015-2016       | 2016 | 2016-2017      | 2018-2019 | Copa Oro 2019 | 2019-2020 |
| 2021                                     | 2021-2022 | 2022      | 2023-2024         | 2024-           |      |                |           |               |           |